# Графов, Леонид Ефимович
Леонид Ефимович Графов (1909—1978) — советский государственный деятель, первый заместитель министра угольной промышленности СССР (1965—1978).

## Биография
Родился 10 декабря (23 декабря по новому стилю) 1909 года в посёлке Шахты № 8 Екатеринославской губернии.
В 1925—1930 работал на шахтах Донбасса счетоводом, управляющим делами Чулковских шахт.
В 1935 году окончил Московский горный институт (сейчас — Горный институт НИТУ «МИСиС»). В 1935—1941 годах работал главным инженером шахты, комбината «Москвауголь» и треста Подмосковного бассейна (Тула). В 1942—1946 годах был начальником угледобывающих комбинатов «Свердловскуголь», «Донбассантрацит», «Укрзападуголь». Член ВКП(б)/КПСС с 1942 года.
Затем находился на руководящих государственных должностях:
- 1946−1957 — заместитель министра угольной промышленности CCCP;
- 1957−1960 — заместитель председатель Госплана РСФСР;
- 1960−1965 — председатель Кемеровского, а затем Кузбасского совнархозов;
- 1965−1978 — первый заместитель министра угольной промышленности CCCP.

Также занимался общественной деятельностью — был депутатом Верховного Совета CCCP в 1962—1966 годах.
Умер 9 января 1978 года в Москве. Похоронен на Кунцевском кладбище, рядом с ним похоронен его сын — Графов Леонид Леонидович (1937—1985).

## Награды
- Л. Е. Графов — один из немногих советских граждан, пять раз награждённых орденом Трудового Красного Знамени.
- Также был награждён орденом Ленина, двумя орденами «Знак Почёта», орденом Возрождения Польши (ПНР) и медалями.